# Vía Colectora Santo Domingo-Rocafuerte
La Vía Colectora Santo Domingo-Rocafuerte (E38) es una vía secundaria de sentido norte-sur ubicada en las Provincias de Manabí y Santo Domingo de los Tsáchilas. Esta colectora se inicia en la Troncal del Pacífico (E15) a la altura de la localidad de Rocafuerte (la Troncal del Pacífico no bordea la costa en este sector). A partir de Rocafuerte, la colectora se extiende en sentido general norte pasando por las localidades manabitas de Tosagua, San Antonio, Chone, Flavio Alfaro, y El Carmen. En las localidades de San Antonio, Chone, y El Carmen, la Vía Colectora Santo Domingo-Rocafuerte (E38) interseca al término oriental de la Vía Colectora Y de San Antonio-San Vicente (E383A), el término norte de la Vía Colectora Chone-Pimpiguasí (E384), y el término sur de la Vía Colectora T del Carmen-Pedernales (E382), respectivamente. Una vez en la Provincia de Santo Domingo de los Tsáchilas, la colectora continua su recorrido en dirección oriental hasta finalizar su recorrido en la Troncal de la Costa (E25) en la ciudad de Santo Domingo.

## Localidades destacadas
De oeste a este:
- Rocafuerte, Manabí
- Tosagua, Manabí
- San Antonio, Manabí
- Chone, Manabí
- Flavio Alfaro, Manabí
- El Carmen, Manabí
- Santo Domingo, Santo Domingo de los Tsáchilas

- Datos: Q1917196